# Niżnij Ingasz
Niżnij Ingasz – osiedle typu miejskiego w Rosji, w Kraju Krasnojarskim. W 2010 roku liczyło 7583 mieszkańców.